# Dějiny Nizozemska

Státní znak Nizozemska

Dějiny Nizozemska jsou do značené míry spojeny s dějinami celého Nizozemí. Tento článek o nich pojednává. V letech 1433–1477 bylo území dnešního Nizozemska jako součást Nizozemí (přibližně dnešní Benelux) pod vládou burgundských vévodů, poté v letech 1477–1581 pod habsburskou nadvládou (především španělské větve). Nezávislé Nizozemí (pouze severní část) vzniklo po nizozemské revoluci v roce 1581 a trvalo do roku 1795, kdy bylo obsazeno Francií. Ta na jeho území ustanovila v letech 1795–1806 tzv. Batávskou republiku a poté v letech 1806–1810 podřízené Holandské království, které stejně bylo v letech 1810–1813/15 připojeno přímo k Francii. V roce 1815 bylo na Vídeňském kongresu vyhlášeno Spojené království nizozemské, ke kterému patřila do roku 1830 také Belgie (resp. do 1839, kdy Nizozemí její nezávislost definitivně uznalo) a Lucembursko. Po odtržení Belgie vzniklo současné Nizozemské království spojené až do roku 1890 personální unií s Lucemburskem. Od té doby existuje Nizozemsko jako ho známe dnes.

## Prehistorie
Nizozemsko bylo osídleno od poslední doby ledové. Po skončení doby ledové, byl oblast obývána různými skupinami paleolitu. Zemědělství se dostalo do Nizozemska někde kolem 5000 př. n. l. Z té doby pochází i první keramika na tomto území.
Před příchodem Římanů se na území dnešního Nizozemska usídlily germánské a keltské kmeny, které mezi sebou soupeřily o moc. Těmito kmeny byli např. Tubanti, Canninefates a Frísové, kteří se zde usídlovali přibližně od roku 600 před naším letopočtem. Keltské kmeny se usadily na jihu. Jižně od Rýna se na začátku římské správy usadil také germánský kmen Batavů.
Batavové byli považováni za dobré vojáky a bojovali v mnoha důležitých válkách, např. dobytí Dacie (přibližně dnešní Rumunsko). V pozdějších nacionalistických názorech byli Batavové považováni za "opravdové" předky dnešních Holanďanů (jak vyplývá z názvu tzv. Batavské republiky). Batavy nahradili nebo absorbovali Sálští Frankové, kteří původně pocházeli z Overijsselu. Nizozemština jako jazyk je odvozený z jazyka Franků.

## Starověk

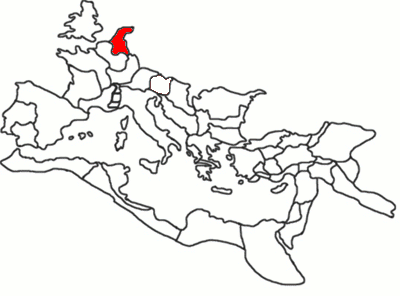
Římská provincie Dolní Germánie kolem roku 120 po Kr.

Ve starověku si oblast Nizozemí podmanil se svými vojsky Julius Caesar v roce 58 př. n. l. Římané zde postavili první města a vytvořil provincii Germania Inferior (Dolní Germánie). Hranice římské říše ležela podél Rýna, provincie Dolní Germanie tedy zahrnovala území Nizozemí na západ a jih od Rýna, naopak na východ od Rýna byla tzv. "svobodná Germánie". Římané zde postavili také první vojenské pevnosti. Nejdůležitější z nich byl Nijmegen.
Provincie byla zřízena zřejmě v roce 89 n. l., třebaže její teritorium Římané kontrolovali již od dob Augusta (tehdy však představovala součást Galie Belgické). Hlavním městem provincie byla Colonia Agrippina (dnešní Kolín nad Rýnem). K dalším důležitým centrům provincie patřila Bonna (dnešní Bonn), Castra Vetera, Colonia Ulpia Traiana (obě poblíž současného města Xanten), Ulpia Noviomagus Batavorum (Nijmegen) a Trajectum ad Rhenum (Utrecht). Na severu omývaly Dolní Germánii vody Severního moře. Na jihu a na západě sousedila s provinciemi Horní Germánie a Gallia Belgica.
Severní části Nizozemska, které byly mimo římskou říši a kde žili Frísové, byly silně ovlivněny silným jižním sousedem.
Vztahy Římanů s původním obyvatelstvem byly v celku docela dobré, mnoho Batávů, jak je zmíněno výše dokonce sloužilo v římské jízdě. Batávská kultura byla ovlivněna Římskou, o čemž svědčí mimo jiné v římském stylu postavené chrámy, jako je v Elst, věnovaný místním bohům.
V roce 69 propuklo batavské povstání, pod vedením Batava Gaia Julia Civila. Následujícího roku 70 n. l. poslal Vespasianus několik legií tuto vzpouru zastavit. Jejich velitel Petilius Cerialis nakonec porazil Bátávy a zahájili jednání s Juliem Civilem.

## Středověk

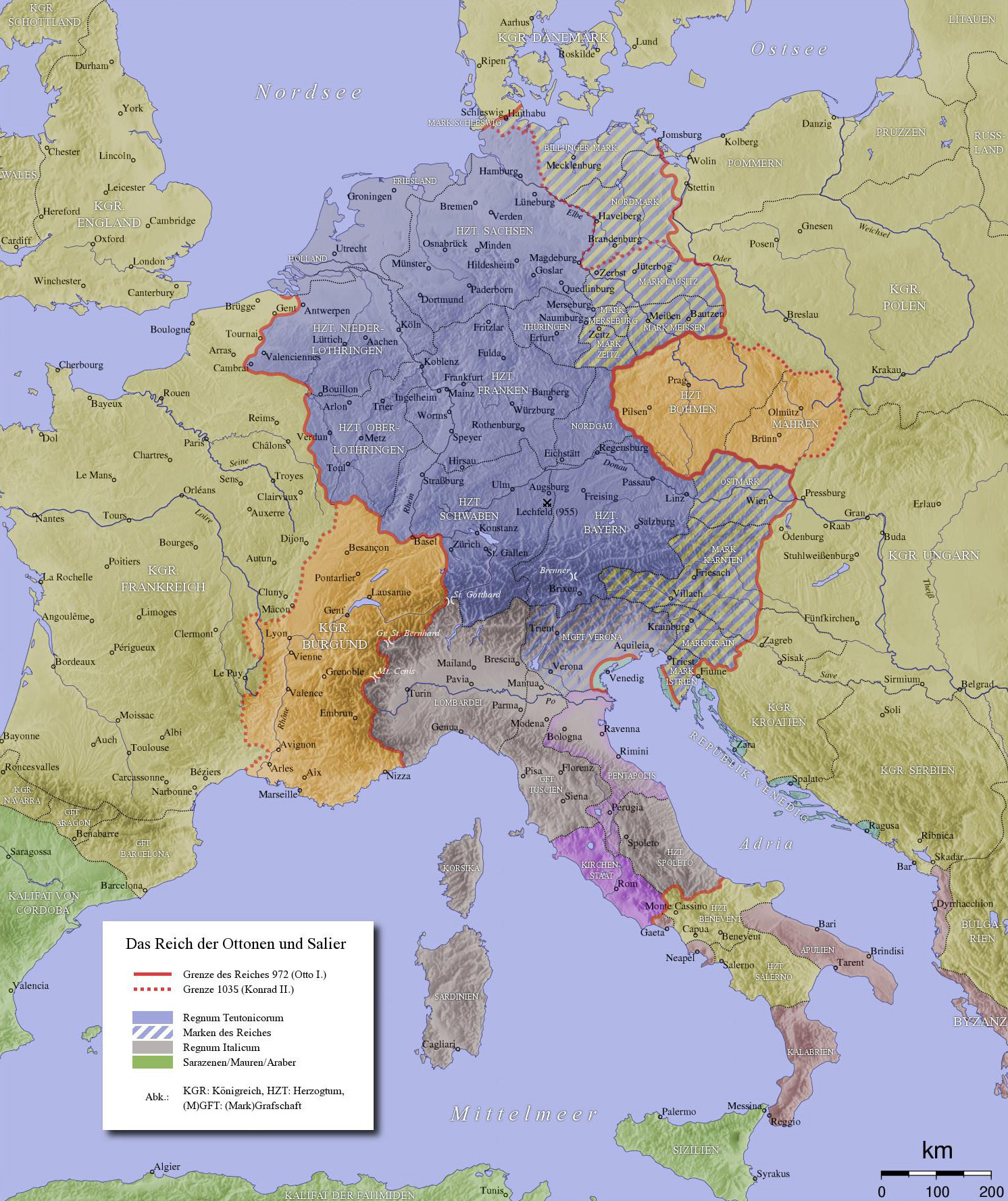
Svatá říše římská v přibližně v roce 1000

Po rozpadu Západořímské říše se v raném středověku postupem času dostalo Nizozemí za vlády Chlodvíka pod vliv jeho Franské říše, které se stalo součástí.
Když byla v roce 843 Verdunskou smlouvou po smrti Ludvíka Pobožného, syna Karla Velikého rozdělena Franská říše mezi jeho syny, celé Nizozemí se stalo součástí středního císařského údělu tj. Středofrancká říše, z které později vznikla tzv. Lotharingie.
Poté, co panovník Lotharingie Lothar II. záhy zemřel na chřipku, byl jeho syn Karlem Holým i Ludvíkem Němcem prohlášen za nelegitimního dědice a celá Lotharingie byla smlouvou z Meersenu v roce 870 rozdělena mezi Východofranskou a Západofranskou říši. Nizozemí a zvláště pak severní část zahrnující dnešní Nizozemsko se stala součástí právě Východofranské říše resp. pozdější Svaté říše římské.
Přibližně v 10. století došlo k rozdrobení země na jednotlivá knížectví, ve kterých vznikají města s kvetoucím obchodem a řemesly.[zdroj?] Největší autonomii se po celou dobu (snad až do habsburské nadvlády), těšilo Frísko.
Velká část západního Nizozemí byla sotva osídlena od konce římského období až cca do roku 1100. Kolem roku 1000, sem přišli sedláci z Flander a Utrechtu a začali nakupovat bažinatou půdu, vyčerpávat ji a kultivovat. Tento proces byl rychlý a neobydlené území bylo osídleno během několika málo generací.
Města postupně vzkvétala a to zejména ve Flandrech a Brabantu. Vzhledem k tomu, města rostla v bohatství a moci začala si od panovníka kupovat určitá privilegia, včetně městských práv. V praxi to znamenalo, že nejbohatší města se stala de facto kvazi-nezávislými republikami, s vlastními zákony. Dvě z nejdůležitějších měst byly Bruggy a Antverpy.

## Součást burgundského panství a habsburská nadvláda

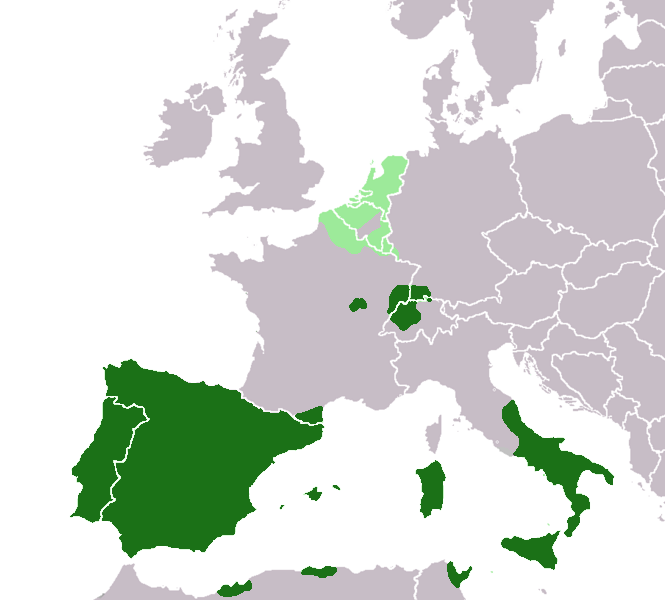
Evropská území pod vládou španělského krále kolem roku 1580 (Nizozemí je vyznačeno světle zeleně) na mapě s dnešními státními hranicemi.

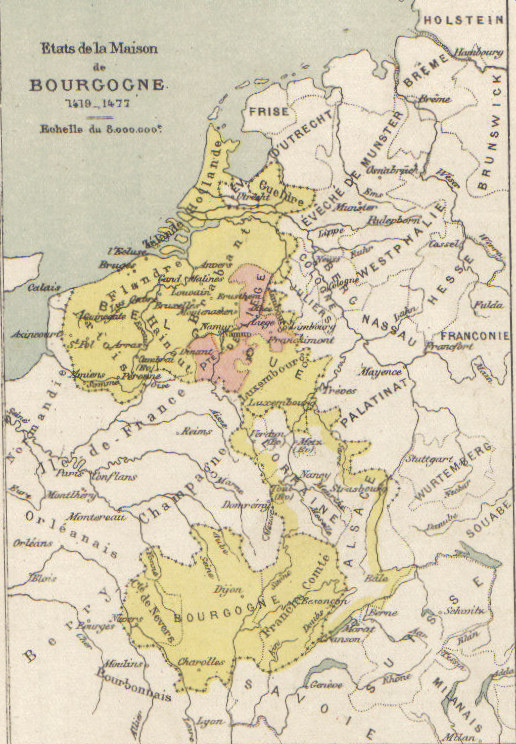
Burgundské državy včetně Nizozemí

V roce 1384 zdědil téměř celé Nizozemí burgundský vévoda Filip Smělý. V letech 1433–1477 tím pádem bylo Nizozemí pod vládou burgundských vévodů (z rodu Valois-) a de facto se tak stalo součástí vévodství burgundského. V roce 1463 založil Filip Dobrý generální stavy. Při jejich hlasování platila zásada jednomyslnosti. Generální guvernér (místodržitel) – regent – sídlil v Bruselu. Nejvyšší soudní dvůr sídlil v Mechelenu. Pro Holland, Zeeland a Utrecht byl společný místodržitel.
Po několika pokusech o sjednocení se celé území dostalo v roce 1477 do rukou Habsburků, jelikož v roce 1477 v bitvě u Nancy padl burgundský (a také lucemburský, brabantský, geldernský) vévoda Karel Smělý. Jeho dědička, Marie Burgundská, se vdala za Maxmiliána I. Habsburského, takže z burgundského dědictví připadlo celé burgundské Nizozemí Habsburkům. Od té doby bylo formálně Nizozemí součástí Svaté říše římské. Nizozemci nebyli s vládou Habsburků spokojeni a rozpoutali mnoho povstání. Nejvýznamnější bylo to, které v roce 1488 krvavě potlačil regent Maxmilián I. Na přelomu 16. a 17. století se země stala místem náboženských nepokojů, které však paradoxně vůbec nebránily hospodářskému rozmachu a zemi tak zastihl nečekaný rozkvět a pokrok.
V té době se Nizozemí skládalo ze 17 provincií (Brabantsko, Limbursko, Lucembursko, Geldry, Artois, Henegavsko, Flandry, Namur, Holandsko, Zeeland, Zutphen, Antverpy, Frísko, Mechelen, Utrecht, Overijssel a Groningen). Nejvýznamnější provincií byly Flandry s centrem v Bruggách a Gentu a Brabantsko s centrem v Bruselu, de facto hlavním městem Nizozemí.
Po smrti Marie Burgundské v roce 1482 se vládcem Nizozemí stal její syn Filip I. Sličný. V roce 1496 si vzal Johanu Šílenou, čímž se Habsburkové stali dědici španělského trůnu. Filipův syn Karel V. zpočátku vládl v Nizozemí, ale pak se více soustředil na Španělsko. Při rozdělení habsburského rodu na španělskou a rakouskou větev zůstalo Nizozemí španělským Habsburkům. V říjnu 1555 abdikoval císař Karel V. v Nizozemí, v lednu 1556 ve Španělsku a v září 1556 v Říši. Jeho nástupcem se stal Filip II. (1556–1598). V srpnu 1559 odjel z Nizozemí a už se do něj nikdy nevrátil. Zemi řídil ze Španělska. Regentkou neboli guvernérkou byla v letech 1559–1567 Markéta Parmská (1522–1586), králova polorodá sestra.

## Nizozemská revoluce

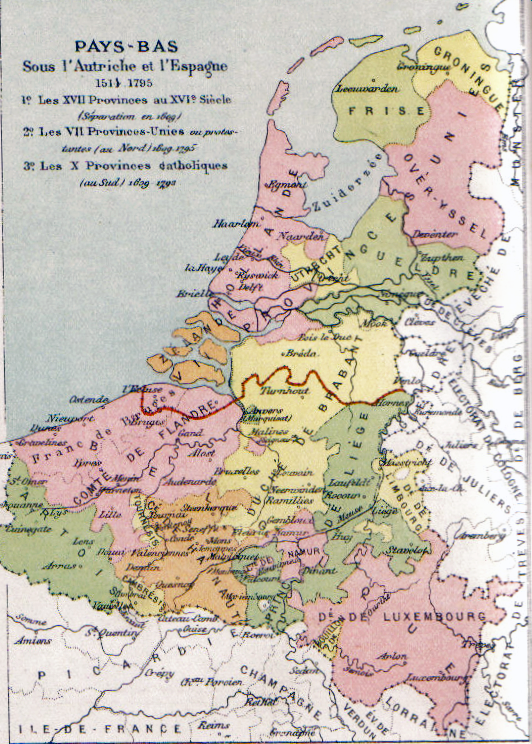
Nizozemí v letech 1514–1795, červenou čárou je odděleno severní a jižní Nizozemí

Se společenskou situací velice zamíchala reformace. Protestanti byli sice menšinou (podle odhadů tvořili ve velkých městech maximálně třetinu), ale byli vlivní. Vedle kalvinistů byli v Nizozemí i novokřtěnci (anabaptisté); luteránů bylo jen velice málo. První kalvinisté v Nizozemí působili ve východním Frísku. Vedl je polský šlechtic Johannes à Lasco, který po šmalkaldské válce emigroval do Londýna, kde založil církev v exilu. Když v letech 1553–1558 v Anglii zuřila katolická reakce za Marie Krvavé, Lascovci se vrátili na kontinent, do Emdenu. Druhým centrem kalvinismu v Nizozemí byly Antverpy, kam svou víru šířili francouzští hugenoti. Vůdcem valonských kalvinistů byl Guy de Bray. Ilustrativní, byť výjimečný, je příběh prince Viléma Oranžského (1533–1584), který pocházel z německé luteránské rodiny Nassavských. Ve 12 letech se stal univerzálním dědicem nesmírného bohatství po svém strýci v Oranžsku v jižní Francii. Protože ujmout se jeho dědictví mohl jen katolík, byl od 12 let vychováván katolicky v Nizozemí. Od té doby byl nábožensky vlažný, ale největší sympatie měl pro luteránství.
V Nizozemí naprosto převažovali katolíci, na něž měla vliv tradice Erasma Rotterdamského. Situaci změnil tridentský koncil (1545–1547, 1551–1552 a 1562–1563), který dal katolictví nové sebevědomí.[zdroj⁠?!] Jedním z jeho výsledků byla reorganizace církevní správy. Byl zvýšen počet biskupů a každý biskup měl mít teologické vzdělání, aby mohl účinněji bojovat s herezí. Tím dočasně nebylo místa pro syny velkých šlechticů. Biskupové měli i fakticky působit ve svém sídle. Nizozemí bylo dříve církevní provincií Remeše a Kolína. Bulou papeže Pavla IV. Super universos ze dne 12. května 1559 byla v Nizozemí založena 3 arcibiskupství – Cambrai, Mechelen a Utrecht – a 15 biskupství, přičemž arcibiskup mechelenský byl primasem nizozemským. Stavové s tím nesouhlasili a postavili se do opozice.
Podle jednoho pojetí bývá celý konflikt označován jako osmdesátiletá válka (1568–1648), ale podle standardní periodizace autora monografie o nizozemské revoluci, Pietera Geyla, se nizozemská revoluce datuje do let 1555–1609. První fáze osmdesátileté války skončila podepsáním příměří, známého jako pax hispanica, v roce 1609. Druhé období se kryje s obdobím třicetileté války (1618–1648), když Nizozemí v roce 1621 opětovně vyhlásilo Španělsku válku. Obě války, osmdesátiletá i třicetiletá, byly následně uzavřeny jediným vestfálským mírem.
V letech 1494–1559 válčila Francie se Španělskem o nadvládu nad Itálií. Nizozemí stálo přirozeně na straně Španělska, např. v bitvě u Saint-Quentinu (10. srpna 1557) vítězství španělských zbraní zajistil admirál hrabě van Hoorn (1518–1568), místodržitel Gelder a Zutphenu. Na uhrazení vysokých nákladů na válku Filip II. potřeboval peníze od stavů. Proto jejich představitele jmenoval rytíři řádu zlatého rouna (De Orde van het Gulden Vlies) a udělil jim místodržitelství, čímž získali křesla ve státní radě. Přesto se stavy odmítly nechat korumpovat a finanční pomoc ve válce odmítly. Náboženský neklid ve Francii a větší finanční vyčerpání však vedly k tomu, že Francie mírem v Cateau-Cambrésis (3. dubna 1559) uznala svou porážku. Stavové nyní požadovali stažení španělské posádky.

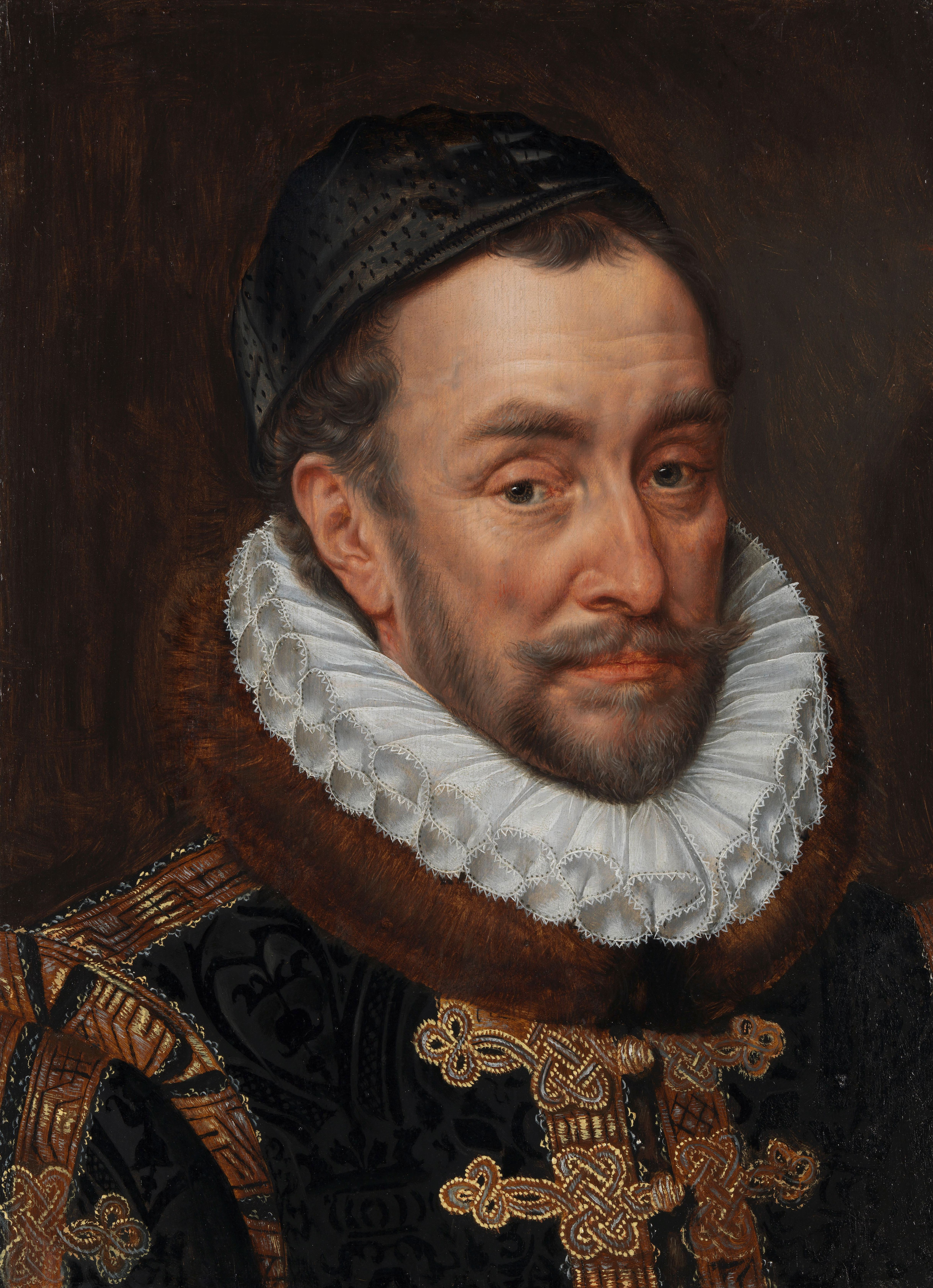
Vilém I. Oranžský (1533–1584)

Když Filip II. odjel do Španělska, jmenoval prezidentem státní rady a hlavním rádcem místodržitelky Markéty Parmské svého důvěrníka, jímž byl biskup arraský, Antoine Perrenot de Granvelle (1517–1586). K jeho kruhu patřil i předseda tajné rady, fríský právník Viglius van Zuichem (1507–1577), a předseda finanční rady, hennegavský hrabě Charles de Berlaymont (1510–1578). V roce 1560 byl Granvelle jmenován arcibiskupem v Mechelenu, v roce 1561 kardinálem a v témže roce papež svou další bulou reformu církevní správy spustil.
Král prosazoval tvrdý postup a přímá závislost vlády na králi omezovala její prostor k manévrování. V roce 1562 princ oranžský, místodržitel Hollandu, Zeelandu a Utrechtu, a hrabě Lamoraal Egmont (1522–1568), místodržitel Flander a Artois, zformovali ligu proti kardinálovi – Ligu vysoké šlechty, kterou podporovala nobilita, kněžstvo a města. Vilém Oranžský a hrabě Peter Mansfeldt, důvěrník Markéty Parmské, byli Němci, ostatní většinou Valoni. Granvellova činnost vyvolávala obecnou nespokojenost a v březnu 1563 dal Vilém Oranžský, Egmont a Hoorn ultimátum králi, aby odvolal Granvella. V roce 1564 sice král Granvella odvolal, ale hnutí se zmítalo v rozporech pro vzájemné animosity jeho vůdců.
Výsledky tridentského koncilu Nizozemci odmítli a přáli si náboženskou svobodu (Nizozemí nebylo součástí Říše, a proto v něm neplatil augšpurský mír). Vilém Oranžský, Egmont a Hoorn resignovali ze státní rady a v jejich záměrech je podporovalo lidové hnutí. V červenci 1565 kalvinisté na tajné schůzce ve Spa dohodli připravit vznik opozičního spolku. V listopadu 1565 se konala svatba vnuka papeže, syna regentky a potomního vévody, Alexandra z Parmy (1545–1592) s portugalskou infantkou Marií. Do Bruselu se sjela všechna šlechta, která svatbu využila k tomu, aby založila Kompromis bredský neboli Ligu nobility, spojení opoziční vysoké a nízké šlechty. K zakladatelům Kompromisu patřil mladší bratr Viléma Oranžského, hrabě Lodewijk van Nassau–Dillenburg (1538–1574), hrabě van den Bergh a hrabě Hendrik van Brederode. Vilém Oranžský nebyl členem Kompromisu, ale měl s ním úzké styky. Program formuloval právník Gilles Le Cleraq: svolat generální stavy, zrušit inkvizici a edikty proti heretikům. Do Kompromisu vstoupili i katolíci, hlavně ze severu země.
Dne 5. dubna 1566 Kompromis vedený hrabaty Brederodem a Ludvíkem Nassavským po slavnostním procesí šlechticů ze všech nizozemských provincií k paláci Markéty Parmské v Bruselu předal guvernérce petici s programem Kompromisu. Dne 23. srpna 1566 guvernérka souhlasila s Prozatímní úmluvou (Accord). Jejím obsahem bylo zrušení inkvizice, zmírnění protireformačních zákonů, částečná tolerance kalvinistů a amnestie geusů. Kázání bylo povoleno tam, kde už bylo praktikováno. V Antverpách se Accord stal formálním náboženským mírem.

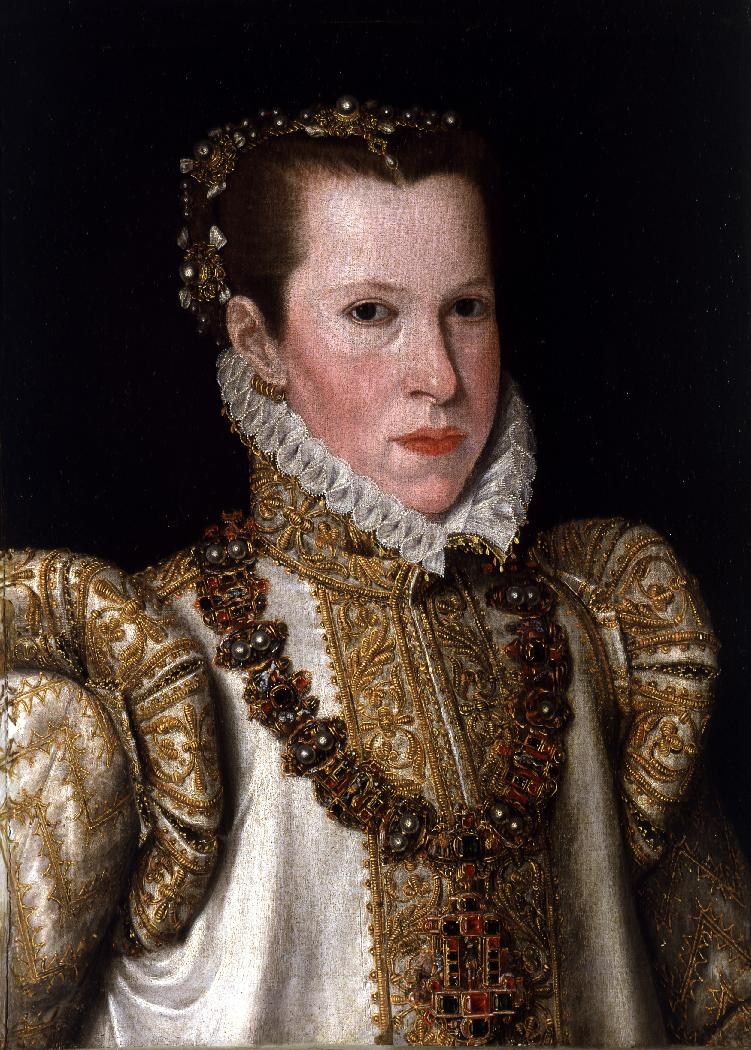
Maria de Portugal (1538–1577)

Guvernérka však začala kolem sebe shromažďovat odpůrce nového hnutí. Egmont přesto doufal, že král bude souhlasit s konzervativní interpretací Úmluvy. V listopadu 1566 na schůzce ve východo-flanderském městě Dendermonde chtěl Vilém Oranžský přesvědčit Egmonta a Hoorna, aby se pokusili o ozbrojené povstání. Oba odmítli, což mělo demoralizující efekt. Když se rozcházeli, řekl Egmont Vilému Oranžskému: „Sbohem, princi bez země.“ Vilém Oranžský mu odpověděl: „Sbohem, hrabě bez hlavy.“ Kalvinisté neměli kam ustoupit, hrozila jim smrt. Vilém Oranžský neměl o vládě iluze. Ve svém místodržitelství dělal podle Accord, co mohl, aby posílil kalvinisty. Ale otevřeně se s nimi identifikovat nemohl. V prosinci 1566 začala guvernérka otevřeně jednat proti Accord a prohlásila obyvatele Valenciennes za vzbouřence. Vilém Oranžský se od začátku roku 1567 stále více vzdaloval od vlády, odmítl složit novou zvláštní přísahu, zatímco Egmont ji složil.
Antverpy sice byly duchovní centrum protestního hnutí, ale bylo jasné, že jsou slabé a že se nemohou udržet. Vilém Oranžský z nich proto odešel a vrátil se do Dillenburgu v Německu. Kalvinisté na jaře 1567 prohráli. Guy de Bray a de la Grange byli oběšeni. Dne 4. května 1567 vydala Markéta Parmská nový dekret proti kacířům. V červnu 1567 Vilém Oranžský otevřeně přestoupil na luteránství.
Situace pro krále byla v létě 1567 příznivá. Vůdci opozice emigrovali do německých pohraničních měst a byli ve skleslé náladě. Ale Filipu II. to nestačilo, neboť si přál stavovskou monarchii nahradit absolutní. Odvolal regentku Markétu Parmskou jako příliš slabou a od října 1567 ji nahradil vévodou z Alby (1507–1582), vůdcem nesmiřitelných. Jeho cílem mělo být potrestat rebely, vykořenit herezi a znovuobnovit královskou moc. Dnes 22. srpna 1567 vjel vévoda z Alby do Bruselu v čele španělských vojáků. „Vévoda z Alby přišel, aby zničil stará privilegia země, kořen všeho zla.“

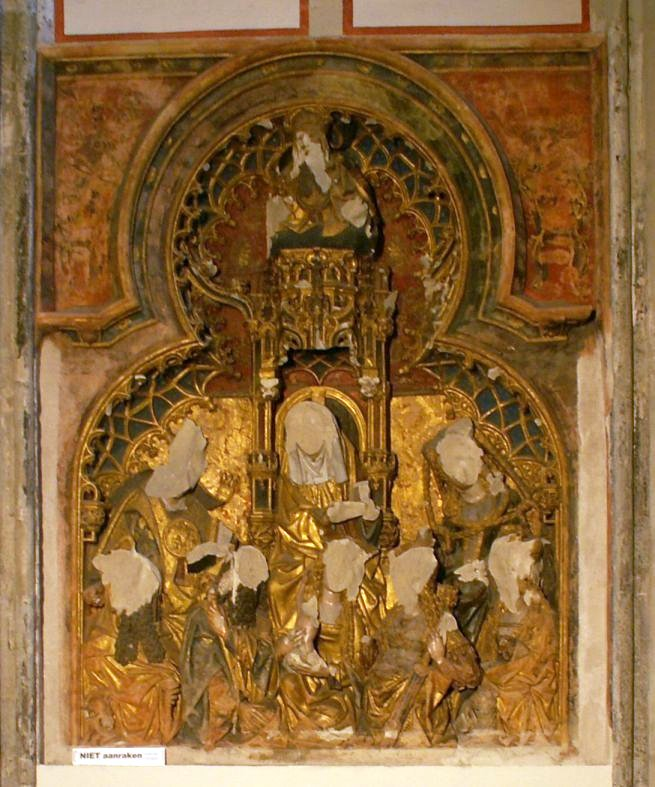
Kalvinistické obrazoborectví (Beeldenstorm)

Mnoho vzbouřenců ztratilo veškerou naději. Dne 7. září 1567 se Hoorn vrátil do země a dne 9. září 1567 byli s Egmontem překvapivě zatčeni, ačkoliv byli celou dobu ke králi loajální. Byli obviněni ze spáchání zločinu urážky majestátu tím, že tolerovali heretiky. Zločiny z roku 1566 měl soudit zvláštní soud: Rada nad nepokoji (Conseil des troubles, Raad van Beroerten), který záhy dostal přezdívku „krvavá rada“ (Bloedraad). Jejím prezidentem se stal sám „železný vévoda“ a členy byli i cizinci – Španělé; de Vargas ani neuměl francouzsky. Členy rady byli Berlaymont, Noicarmes a Vigliers. Rada se neřídila nizozemským právem a celkem odsoudila 12 000 osob. Bylo popraveno 8 000 odsouzených; ostatní utekli. Statky emigrantů a popravených byly konfiskovány. Represe dopadly i na města.
Brederode náhle zemřel v únoru 1568, a proto se stal vůdcem povstání Vilém Oranžský. Emigranti se soustřeďovali v Německu a pokoušeli se o výpady do Nizozemí s cílem vyvolat lidové povstání. V dubnu 1568 Ludvík Nassavský přepadl východní Frísko, přičemž byl zabit místodržitel Aremberg, ale také bratr Viléma Oranžského Adolf. Bitva u Rheindalenu poblíž Roermondu dne 23. dubna 1568 je počátkem osmdesátileté války. Významná byla bitva u Heiligerlee dne 23. května 1568. Vévoda z Alby reagoval zostřením represí: dne 1. června 1568 bylo popraveno 18 šlechticů,[zdroj⁠?!] dne 5. června 1568 byli popraveni Egmont a Hoorn. Poté se vydal na sever vyhnat povstalce, což se mu podařilo.
V Trevíru se shromažďovala příliš početná armáda Viléma Oranžského složená převážně z nováčků. Armáda vévody z Alby byla 2× menší, ale lépe organizovaná. Vilém Oranžský překročil Maasu. Jeho postup byl však doprovázen excesy, které vytvářely špatný dojem. Nakonec se jeho armáda rozložila v dav bez jakékoliv disciplíny. Vilém Oranžský sám musel uniknout do Francie; povstání ztroskotalo. Přesto emigranti neztráceli víru v budoucnost, jak vyjadřuje národní hymna Wilhelmus.

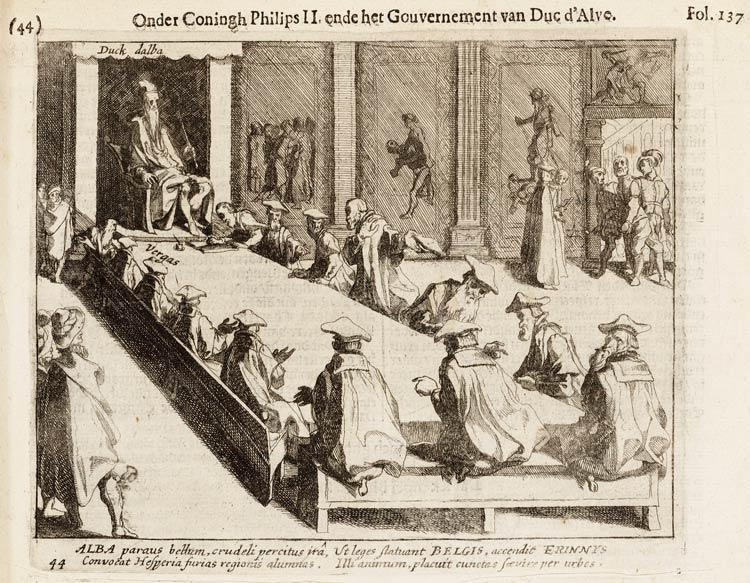
Rada nad nepokoji (Conseil des troubles)

Lidové hnutí geusů se dělilo na divoké (též pozemní geusové, geusové křovin, či lesní geusové;) a mořské (též vodní geusové). Lesní geusové se vyskytovali prakticky jen na jihu, protože jen tam existovaly lesy. V západních Flandrech byli podporováni navrátilci z Anglie. Jejich bandy se toulaly po venkově a vraždily kněze. Stačilo jen málo jednotek a divocí geusové byli potlačeni.
Mořští geusové se chovali podobně jako divocí geusové – plundrovali kláštery na pobřeží. Princ Oranžský se je pokusil disciplinovat a odstranit pirátské návyky. Organizování z Anglie bylo neúspěšné, a proto v roce 1570 založil nové centrum v La Rochelle. Jedním z prvních velitelů geusů se stal Philippe de Marnix (1540–1598).
Vítězná královská moc pokračovala v teroru a nastolování absolutismu. Hlavním úkolem byla finanční nezávislost vlády na stavech. Již v roce 1569 po španělském vzoru schválen desátek (Tiende penning), ale měl být zaveden až v roce 1571. Jednalo se o 10% daň z prodeje. Nikdy nebyl vybrán, a proto nezruinoval zemi. Na druhou stranu byla v roce 1570 vydána ordonance o trestním právu, jež zaváděla moderní principy, např. profesionály v rozhodování. Dále byl v roce 1570 vyhlášen generální pardon (všeobecná amnestie). Avšak ani příroda uklidnění nepřála: Počátkem listopadu 1570 se v Nizozemí vylilo moře a tato živelní pohroma měla na svědomí tisíce mrtvých.

### Povstání (1572–1585)

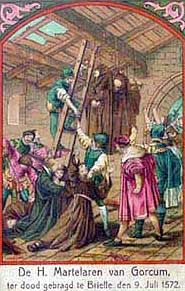
Gorennští mučedníci

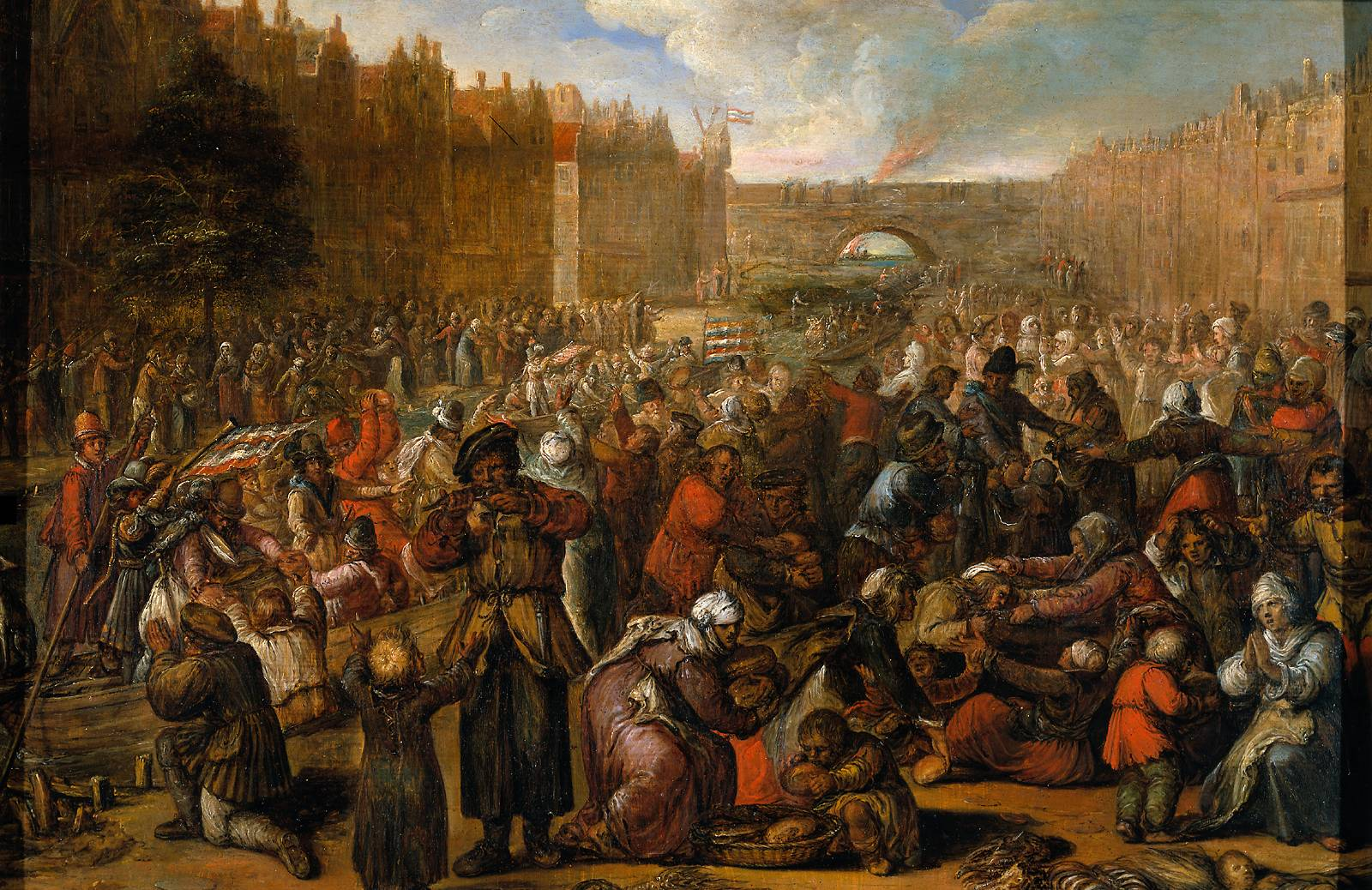
Otto van Veen: Pomoc Leidenu (1574)

Vilém Oranžský, vůdce emigrantů, se spojil s Condéem a Colignym i s emigrantskými kalvinisty. Protože situace na jihu byla stále nepříznivá, Vilém Oranžský obrátil svou pozornost na sever. Zatím Alžběta nechtěla riskovat roztržku se Španělskem, a proto v březnu 1572 nařídila flotile geusů, aby opustila anglické přístavy. Akce Viléma Oranžského proto vypukla předčasně, když mořští geusové dne 1. dubna 1572 obsadili Brielle, čímž povstalci získali základnu na nizozemském území. Velel jim slavný a krutý pirát Guillaume de la Marck, baron Lumey (1542–1578). Když náhle přijeli k městu, vypukla panika. „Magistráti a všichni bohatí občané společně s kněžstvem, světským i řeholním, utekli s majetkem, který mohli unést.“ Druhou základnou mořských geusů se stal zeelandský Vlissingen.
Exulanti obsadili některá města Hollandska a Zeelandu a podřídili je moci Viléma Oranžského. Jemu však zase začaly scházet peníze, podobně jako v roce 1568. Maximilien de Hermin, hrabě Bossu (1542–1579) a Albův místodržitel pro Hollandsko, Zeeland a Utrecht, dostal peníze na boj proti geusům. Ti ale, pod vedením aristokratů, rozšířili revoltu od města k městu. „Žebráci byli muži roku ’66, ikonoklasti … kalvinisti.“ V Goudě, když se radní ptali měšťanů, zda budou bránit město proti vzbouřencům, odpověď byla: „Ne, pro desátek nezvedneme ani prst.“ Geusové neztratili své pirátské manýry – v obsazených oblastech plundrovali kostely a masakrovali kněze. Nejznámější byl případ gorennských mučedníků, kdy 19 mnichů bylo nuceno ke konverzi na kalvinismus; když odmítli, byli oběšeni.
V létě 1572 svolal vévoda z Alby generální stavy do Haagu. Téměř nikdo nedorazil. Na druhé straně byly dne 19. července 1572 svolány nizozemské stavy do Dordrechtu. Vilém Oranžský byl jmenován místodržitelem Hollandska, Zeelandu a Fríska a vrchním velitelem vojsk. V noci z 23. na 24. srpna 1572 vypukla ve Francii bartolomějská noc – katolické vyvraždění kalvinistů. Jejím výsledkem bylo, že vágní francouzská podpora povstání zmizela. Ale na rozdíl od roku 1568 Vilém Oranžský obsadil několik měst v Brabantsku a Flandrách. V druhé polovině roku začal vévoda z Alby opět vítězit: dobyl Zutfen, Naarden a Haarlem. Dne 19. září 1572 kapituloval Ludvík Nassavský. Vilém Oranžský musel opustit jižní Nizozemí a rozpustit svou armádu. Odjel do Hollandska, kde se povstání udrželo podobně jako v Zeelandu. Mechelen byl vyloupen Albovými vojáky. V dubnu 1573 Vilém Oranžský konvertoval ke kalvinismu. Nastala kalvinizace Hollandska, ale ještě v roce 1587 tvořili kalvinisté jen 10 %. V říjnu 1573 zvítězili geusové v západním Frísku.
Na španělské straně se ztratila vůle k vítězství. Hlavní králův rádce Ruy Goméz de Silva intrikoval proti vévodovi z Alby a podařilo se mu přimět krále, aby ho v listopadu 1573 odvolal. Novým guvernérem se stal hrabě don Louis de Requesens y Zúñiga (1528–1576), který 17. listopadu 1573 přijel do Bruselu a neúspěšně se pokoušel o kompromis. Důvodem bylo, že Španělsko bylo vyčerpané a nedokázalo dále financovat válku. Dne 5. června 1574 udělil guvernér generální pardon. Povstalci věřili, že vítězství bude na jejich straně, ačkoliv válečné úspěchy byly vrtkavé: Dne 15. dubna 1574 byla sice zničena německá pomocná armáda a Ludvík a další bratr Viléma Oranžského zabiti, ale vzbouřenci dobyli Leiden. Byla to významná událost, protože v Leidenu byla pak v roce 1575 založená Vilémem I. Oranžským založena univerzita, která je nejstarší v Nizozemsku (Universiteit Leiden). která byla pro protestanty stejně významná jako lovaňská pro katolíky. Na jaře 1575 se konalo neúspěšné jednání v Bredě. Dne 5. března 1576 guvernér Requesens zemřel. Za 5 měsíců byl novým guvernérem jmenován nevlastní králův bratr, don Juan d’Austria (1547–1578). Dne 4. září 1576 vypuklo lidové povstání v Bruselu na podporu Viléma Oranžského.

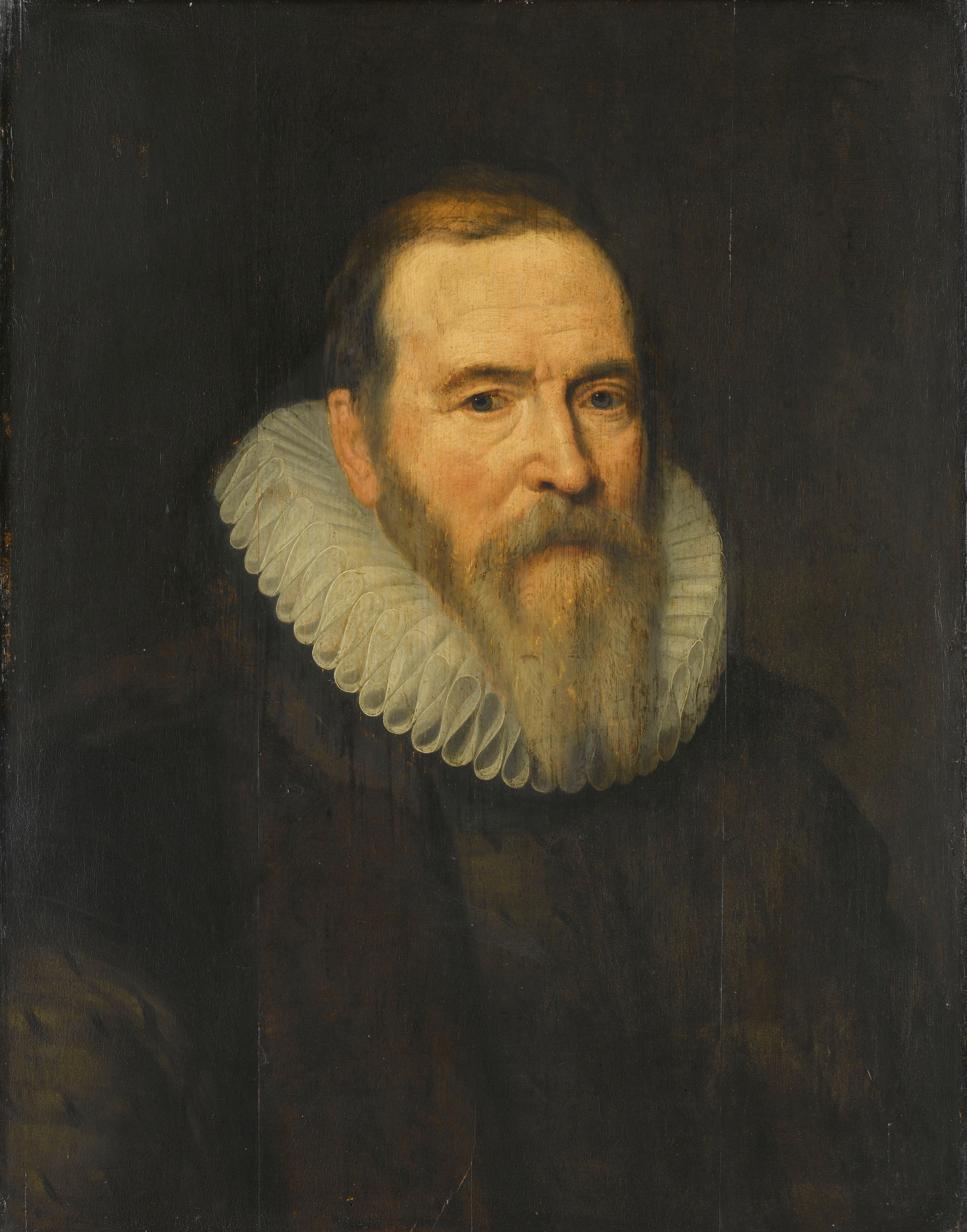
Johan van Oldenbarnevelt (1547–1619)

Dne 25. září 1576 začalo v Gentu první zasedání generálních stavů. Účastnili se ho jen zástupci Jihu: Brabantska, Flander a Hennegavska. Generální stavy jmenovaly novým předsedou státní rady Aerschota. Španělům začínaly scházet peníze, a proto se demoralizovaní žoldnéři bouřili: 4. listopadu 1576 vyplenili a vypálili Antverpy, za oběť této „Spaanse Furie“ (španělská zuřivost) padlo 8000 lidí. Archivováno 6. 8. 2011 na Wayback Machine. Na jihu už měli občanské války dost: dne 8. listopadu 1576 byla podepsána gentská pacifikace mezi provinciemi generálních stavů na jedné straně a Hollandem a Zeelandem na druhé straně. Edikty proti kacířství byly pozastaveny. Holland a Zeeland slíbily, že nebudou činit nic proti katolictví mimo území svých provincií. V lednu 1577 Bruselská unie schválila gentskou pacifikaci. Dne 12. února 1577 guvernér „Don Juan přijal pacifikaci tzv. věčným ediktem a španělským jednotkám bylo nařízeno opustit zemi.“ Obsahem věčného ediktu bylo, že rebelové mají uznat dona Juana jako guvernéra a obnovit katolické náboženství. Za to budou odvolány španělské jednotky.
Věčný edikt odmítl Holland a Zeeland. Juan d’Austria proto v červenci 1577 obnovil válečné akce přepadem pevnosti v Namuru. Dne 28. října 1577 provedli kalvinisté převrat v Gentu. Generální stavy Donu Juanovi v říjnu 1577 vypověděly poslušnost a v prosinci 1577 ho sesadily. Proti Španělům povstala města i venkov. Dne 31. ledna 1578 Don Juan zvítězil v bitvě u Gembloux v Brabantsku nad generálními stavy, ale v říjnu zemřel.
Novým generálním guvernérem se stal syn Markéty Parmské Alessandro Farnese, vévoda z Parmy a Piacenzy, který jím byl až do roku 1592. Při jeho jmenování měl král šťastnou ruku.

### Utrechtská a arraská unie

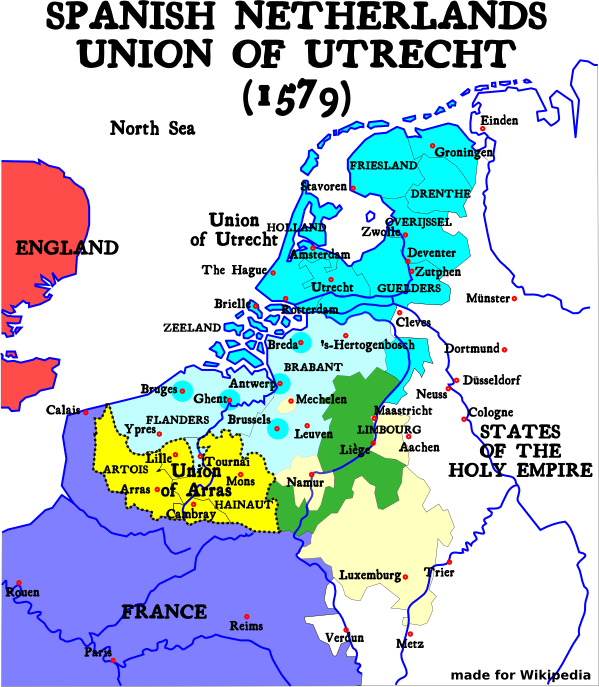
Arraská unie a Utrechtská unie (zářivě modrá) v roce 1579

Dne 6. ledna 1579 uzavřely Artois, Hennegavsko a Západní Flandry, Lille, Douai a Arrchies s guvernérem arraskou unii.
A tak stále v průběhu Nizozemské revoluce dne 23. ledna 1579 uzavřelo 7 severních protestantských provincií tzv. Utrechtskou unii. Byla to spojenecká koalice severonizozemských protestantských provincií (Holland, Zeeland, Frísko, Utrecht, Geldern, Groningen) a většiny brabantských a flanderských měst v době nizozemské revoluce, vytvořená 23. ledna 1579 v Utrechtu. Text sepsal pozdější významný státník Johan van Oldenbarnevelt. Ostatní provincie se přidaly k arraské unii.
Utrechtská unie naproti arraské unii, usilující o kompromis se španělským králem Filipem II., požadovala (utrechtská unie) důsledný boj nizozemských stavů proti Španělsku až do vítězného konce. A tak byl roku 1581 Filip II. Španělský v zemích utrechtské unie oficiálně sesazen, a tak byly položeny základy pozdějšímu nezávislému nizozemskému státu – Spojeným provinciím nizozemským. Dne 17. května 1579 uzavřela arraská unie se španělským králem mír.
Dne 29. června 1579 dobyl guvernér Maastricht. Utrechtská unie (tj. sever) 26. července 1581 haagským manifestem (niz. Plakkaat van Verlatinghe) oficiálně sesadila Filipa II. a vyhlásila nezávislost. Místodržitelem byl zvolen Vilém I. Oranžský a dědičným panovníkem František, vévoda z Anjou jako Ochránce svobodného Nizozemí. Když však vévoda z Anjou zjistil, že má na politiku mizivý vliv, v roce 1583 opustil zemi.

### Příměří a význam nizozemské revoluce

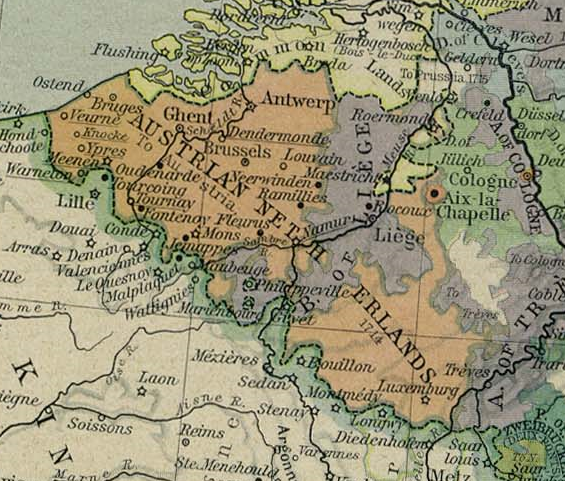
Zbytek habsburských držav > Jižní Nizozemí (1786)

V roce 1607 byly zastaveny bojové akce a v roce 1609 uzavřel Albrecht s pomocí Francie a Anglie se severními provinciemi dvanáctileté příměří, což bylo uznání Nizozemí de facto. Nizozemí začalo budovat silné loďstvo. Spor mezi arminiány a gomaristy vyvrcholil popravou Oldenbarnevelta v roce 1619. Až v roce 1648 bylo Nizozemí uznáno vestfálským mírem de iure.
Vedle Švýcarska bylo spojené Nizozemí druhou větší zemí, která získala mezinárodně uznanou nezávislost. Konflikt začal jako politický, ale postupně se staly jednotícím symbolem soupeření katolictví na straně Španělska a kalvinismus na straně povstalců.
Jižní část Nizozemí, zůstala katolická a pod nadvládou španělských králů. Stejně tak zůstala na rozdíl od severu součástí Svaté říše římské. Do roku 1706 bylo toto území (jižní Nizozemí) známé jako Španělské Nizozemí a poté v letech 1714–1794 jako Rakouské Nizozemí. A to až do roku 1795, kdy skončila habsburská nadvláda a začala francouzská.
Nizozemí se postupně definovalo jako převážně kalvinistický stát, což vedlo k mentálnímu odcizení Severu a Jihu Nizozemí. Přesto značná část obyvatel zůstala římskými katolíky(cca 1/4 všech obyvatel).Např. v Amsterdamu tvořili asi polovinu. Vládou a kalvinistickou většinou byli tolerováni. Chrámy měli ve svých soukromých domech. Pokus o jednotný stát (tzv. Spojené království nizozemské) v letech 1815–1830 byl proto neúspěšný a skončil nezávislostí Belgie v roce 1839. Podle marxistů šlo o první buržoazní revoluci, signál toho, že končí feudalismus a začíná kapitalismus.

## Republika spojených nizozemských provincií
Republika (sedmi) spojených nizozemských provincií nebo jen spojené Nizozemí vznikla v roce 1581 z Utrechtské unie, která vyhlásila vznik Spojených provincií nizozemských. Místodržitelem se stal již známý a oblíbený Vilém I. Oranžský, ten byl ale v roce 1584 úkladně zavražděn katolíkem, kterým byl Balthasar Gérard. Po smrti Viléma Oranžského bylo spojené Nizozemí prohlášeno republikou v čele s místodržitelem. Na post místodržitele, ale nastoupil syn Viléma Oranžského Mořic Nasavský.

Tzv. princova vlajka, vlajka Spojeného Nizozemí

Hlavním ochráncem nového státu – Sedmi spojených nizozemských provincií, tj. bývalé Utrechtské unie, se stala Anglie, která do severního Nizozemí vyslala vlastního regenta. Robert Dudley, hrabě z Leicesteru se však choval neobratně a byl nepopulární. Po jeho návratu do Anglie byl vrchním velitelem armády zvolen Mořic Oranžský. Společně s Johanem van Oldenbarneveltem a bratrancem Vilémem Ludvíkem Nassavským tvořili triumvirát, který vládl severnímu Nizozemí. Jejich úspěchu v občanské válce přispělo rozdrcení španělské Armady v roce 1588 a francouzské vyhlášení války Španělsku v roce 1595. Po smrti vévody parmského v roce 1592 byl novým guvernérem zvolen neschopný Arnošt, bratr císaře Rudolfa II. Jeho nástupcem se stal mladší bratr Albrecht, manžel dcery Filipa II. Isabelly.
V 90. letech Mořic dobyl mnoho významných měst v pohraničí. Centrum Severu bylo klidné a zažívalo hospodářský a kulturní rozkvět. V roce 1602 byla založena nizozemská Východoindická společnost. Výjimkou byl náboženský spor o predestinaci. Začal v roce 1594 a rozhořel se zejména po roce 1603. Jeho hlavními protagonisty byl Franciscus Gomarus (1563–1641), netolerantní, militantní kalvinista, na jehož straně byl generální místodržitel Mořic Oranžský, další monarchisté a většina Nizozemců, a Jacobus Arminius (1560–1609), zastánce podmíněné predestinace, na jehož straně byl Holanďan Johan van Oldenbarnevelt, Hugo Grotius a další republikáni. Mentální rozdíl mezi Severem a Jihem se prohloubil natolik, že ani jedna strana již opravdově netoužila žít v jednom státě (toto se opětovně projevilo v letech 1815–1830, během existence Spojého království Nizozemského zabírajícího celé Nizozemí). Problém Severu byl v přílišné velikosti Holandska, které plnilo 60 % federálního rozpočtu.
První fáze osmdesátileté války skončila podepsáním příměří, známého jako pax hispanica, v roce 1609, čímž Španělsko uznalo existenci severního Spojeného Nizozemí. Druhé období se kryje s obdobím třicetileté války (1618–1648), když Nizozemí v roce 1621 opětovně vyhlásilo Španělsku válku. Obě války, osmdesátiletá i třicetiletá, byly následně uzavřeny jediným vestfálským mírem, díky němuž získalo spojené Nizozemí mezinárodní uznání.
Podle nejvýznamnějších provincie byla republika spojeného Nizozemí též nazývána Holandskem (resp. Holandskou republikou), což byl ovšem stejně jako dnes nepřesný název.

### Války s Anglií, Zákon o plavbě

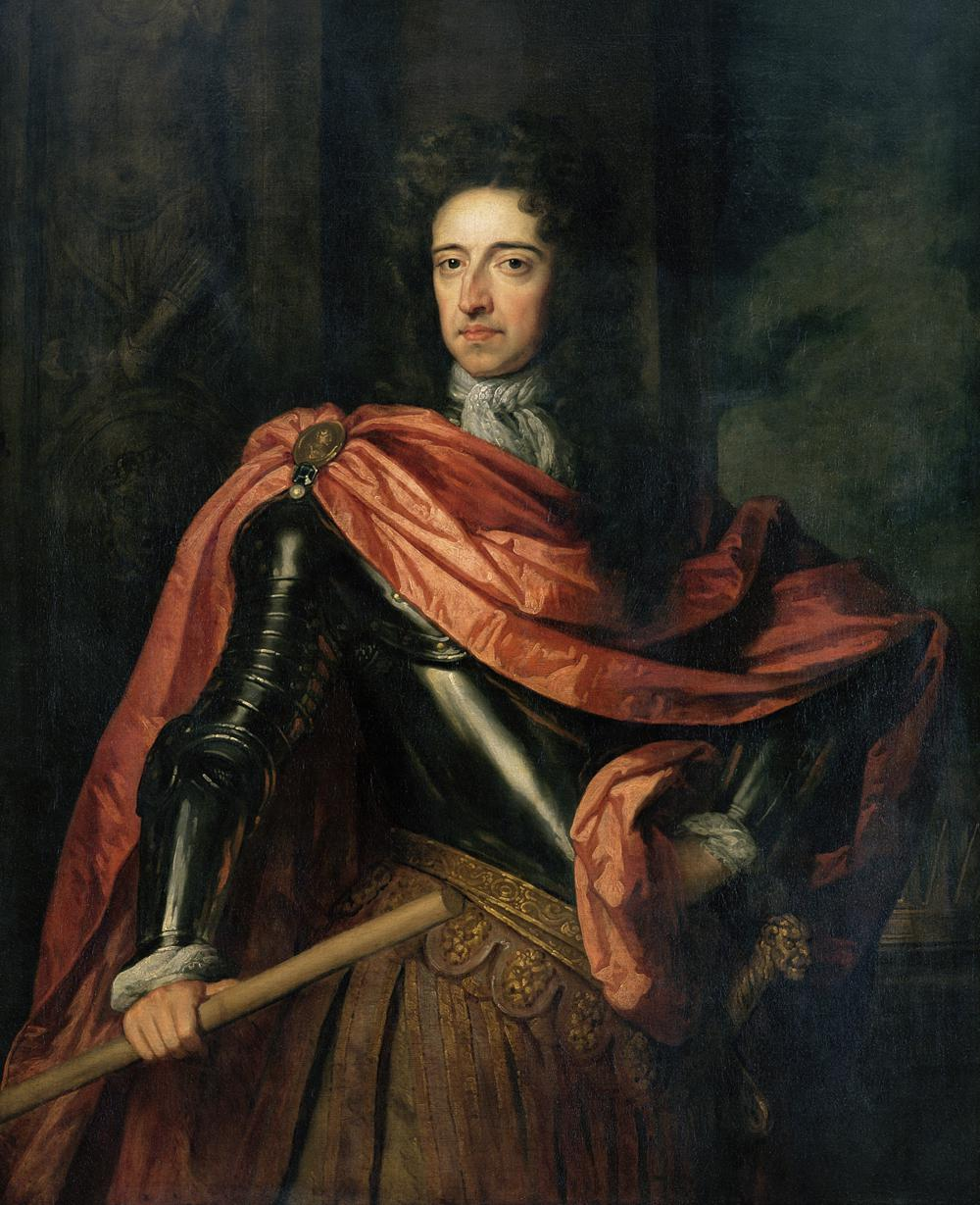
Anglický král Vilém III. Oranžský

"Revoluční" Anglie, tehdy pod vládou Olivera Cromwella vyhlásila v roce 1651 jako zákon tzv. Navigační akta resp. Zákon o plavbě a obchodu, který měl sloužit jako opatření povolující do Anglie dovážet zboží jen na anglických lodích nebo na lodích výrobce, nikoliv na lodích překupníků. To ovšem vážně poškodilo ekonomiku Spojeného Nizozemí. A tak vypukla v roce 1652 první anglo-nizozemská válka (války mezi Anglií a Nizozemím jsou také označovány podle Navigačních akt jako „Navigační války“). Tato válka byla první válkou mezi nekatolickými státy a první velká válka, kterou obě strany zdůvodňovaly hospodářskými zájmy. Cromwell si byl vědom přínosu židovské komunity pro ekonomický rozvoj nizozemských provincií, hlavního ekonomického soupeře Anglie. Vzhledem ke své toleranci vůči soukromému vlastnictví lidí, kteří neměli evangelické vyznání, podnítil, po 350 letech od té doby kdy je Eduard I. ze země vyhostil, návrat židů do Anglie, v přesvědčení, že pomohou oživit hospodářství země zničené občanskou válkou.
Tuto první anglo-nizozemskou válku vyhrálo anglické vojsko vedené admirálem Robertem Blakem roku 1654. To umožnilo Anglii, aby vnutila Nizozemí svůj Zákon o plavbě a získala tak postavení námořní velmoci. Další plavební zákony z let 1660, 1663, 1672 a 1696 ještě zvýraznila merkantilistickou politiku Anglie.
Další takové války Nizozemí s Anglií proběhly v letech 1664–1667 druhá anglo-nizozemská válka, 1672–1678 třetí anglo-nizozemská válka a 1781–1784 čtvrtá anglo-nizozemská válka
Nizozemský (či holandský) místodržitel v letech 1672–1702 Vilém III. Oranžský, byl společně se svou ženou Marií Stuartovnou králem Anglie, Skotska a Irska v letech 1689–1702. V r.1723 vznikla v Utrechtu tzv. utrechtská církev, kdy misijní biskup-titulární biskup Askalonu+koadjuktor titulárního biskupa Babylonu Dominick Maria Varlet /francouzského původu/ vysvětil (bez předchozího schválení papežem Katolické církve v Římě) nového katolického arcibiskupa Utrechtu. Následně byli nový arcibiskup Cornelius Steenoven, jeho světitel D.M.Varlet a jejich stoupenci z katolické církve exkomunikováni. V utrechtské arcidiecézi (a následně v diecézích Haarlem a Deventer) však vznikla nová církev : Římskokatolická arcidiecéze starobiskupského duchovenstva v Utrechtu. Nadále se definovala jako součást Katolické církve. Osamostatnila se až v r. 1870 v souvislosti se vznikem starokatolického hnutí jakožto Starokatolická církev v Nizozemsku
V roce 1747 byla formálně uzákoněna dědičnost funkce místodržitele v rodu Oranžsko-nasavském.
Republika spojených nizozemských provincií zanikla v roce 1795, kdy došlo k jejímu obsazení napoleonskou Francií. Místodržitel Vilém V. Oranžský utekl do exilu, kde později zemřel. Jeho syn Vilém VI. Oranžský se v roce 1815 stal nizozemským králem jako Vilém I.

### Koloniální impérium

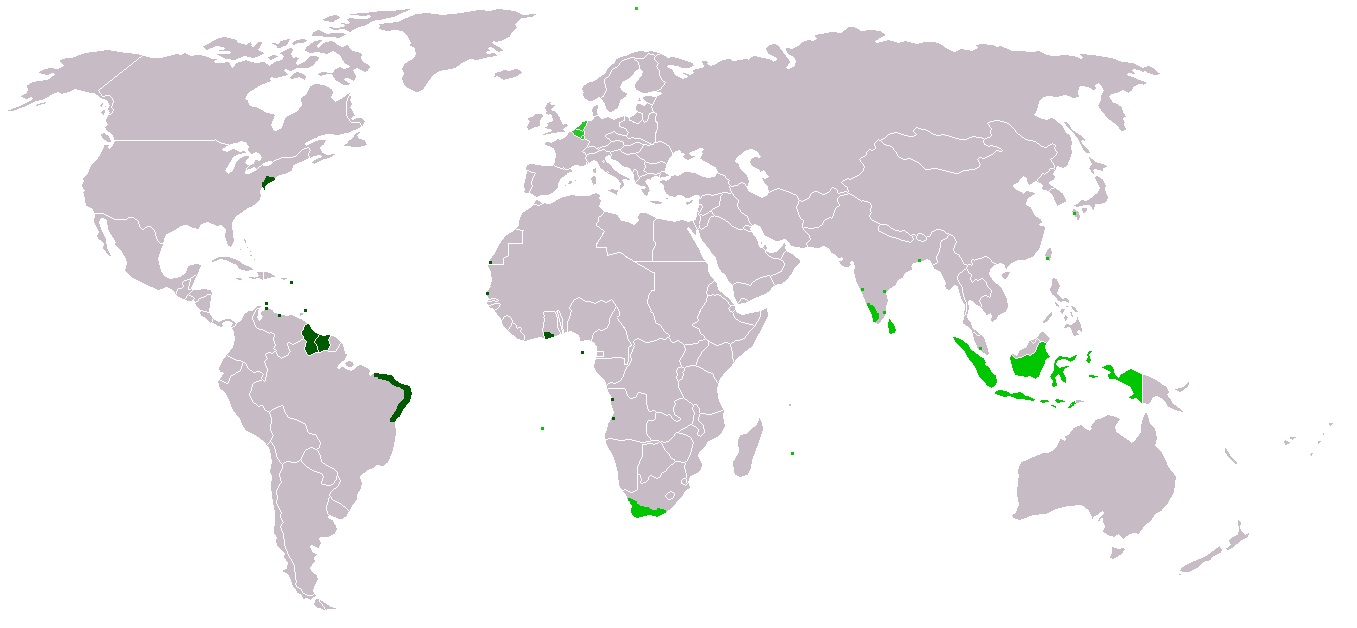
Nizozemské kolonie na mapě světa (světlou barvou Východoindická společnost, tmavou Západoindická společnost)

Po vyhraných válkách za nezávislost nad španělskými Habsburky (tzv. osmdesátileté válce) se Nizozemsko stalo v průběhu 17. století jednou z nejvýznamnějších koloniálních mocností světa. V 17. století zde došlo k velikému ekonomickému růstu, rozvíjela se věda a umění, v této době také Nizozemci zabezpečovali přibližně polovinu světového obchodu; celé 17. století se proto označuje jako Nizozemský zlatý věk.
Na rozdíl od Španělska a Portugalska získávalo Nizozemsko stejně jako Velká Británie nová území prostřednictvím specializovaných obchodních společností (nejslavnější z nich je nizozemská Východoindická společnost), přičemž stát se přímo v koloniálních záležitostech angažoval až v pozdějších letech, kdy společnosti začínaly mít ekonomické problémy. S místními vládci nejdříve Nizozemci zavírali obchodní dohody a dohody o nájmu území, což jim později umožnilo odkup větších území a vytvoření monopolu na obchod s exotickými komoditami. Velká Británie obsadila mnohá území na úkor Nizozemska poté, co ho na konci 18. století obsadila napoleonská vojska. Samostatné Nizozemsko obnovené v roce 1814 svoje postavení světové mocnosti již ztratilo, na úkor Velké Británie a Francie.
Nizozemští námořníci (např. Willem Barents, Henry Hudson nebo Abel Tasman) se také podíleli na evropském „objevitelském boomu“ 16. a 17. století, nově objevená rozsáhlá území se ale často součástí nizozemské koloniální říše nestávala.
Nejvýznamnější nizozemskou kolonií byla Nizozemská východní Indie, ovládaná přibližně v letech 1602–1949, jednalo se většinou o území současného státu Indonésie. Tak se stejně jako ostatní zbylé nizozemské kolonie osamostatnila po druhé světové válce.

## Francouzská nadvláda

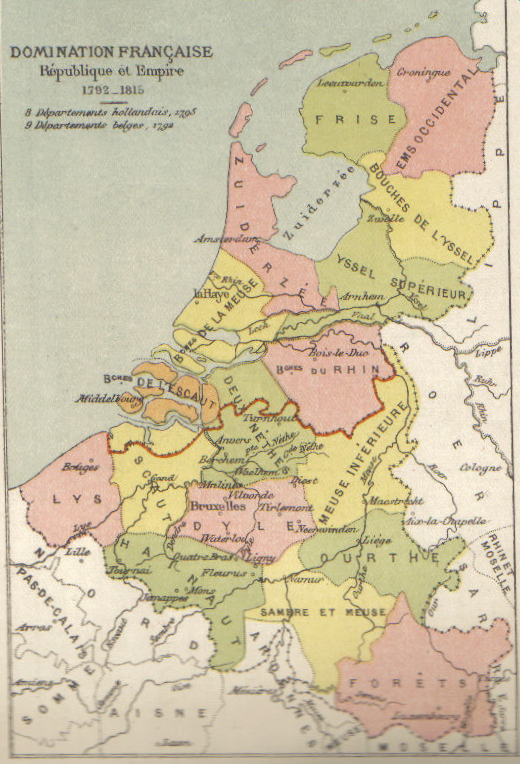
Nizozemí během nadvlády napoleonovské Francie

Poté, co v roce 1795 obsadila republikánská Francie Republiku sedmi spojených provincií Nizozemských odešel místodržitel Vilém V. Oranžský se synem Vilémem do exilu v Anglii. Francouzi na obsazeném území vyhlásily Batávskou republiku, což byla jedna z francouzských sesterských republik a byla jen satelitním státem.
V roce 1806 bylo Napoleonem na obsazeném nizozemském území místo Batávské republiky vyhlášeno Holandské království. Jeho králem se stal Napoleonův bratr Ludvík Bonaparte, který vládl do roku 1810, kdy se nakrátko stal králem jeho syn Napoleon Ludvík Bonaparte. Nevládl však dlouho jelikož v tom samém roce, jen deset dní přímo k Francii. Amsterdam jmenován třetím hlavním městem francouzského císařství. Po Vídeňském kongresu (1814–1815) se stalo území spolu s dalšími oblastmi historického Nizozemí součástí nově vytvořeného Spojeného království Nizozemska

## Království spojeného Nizozemí

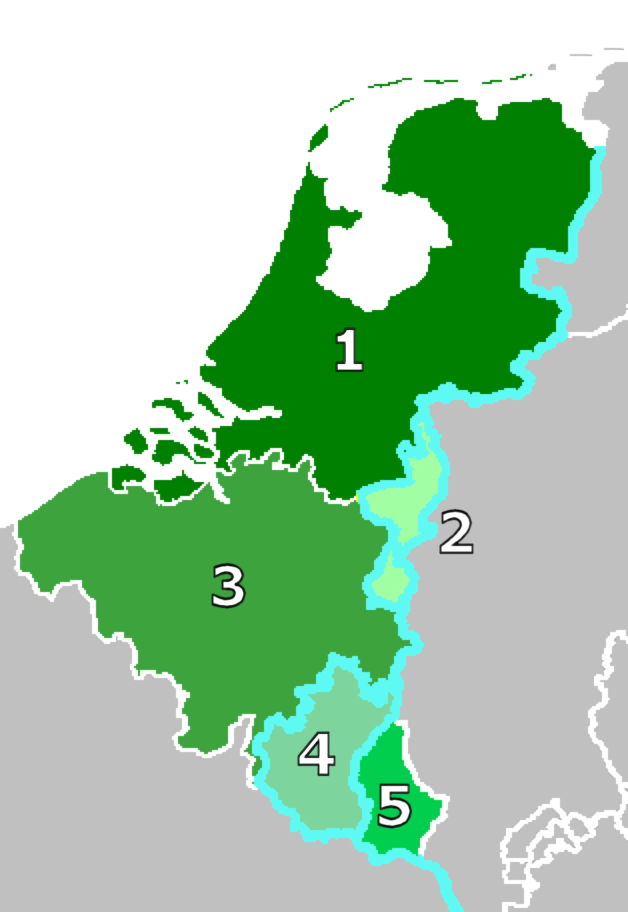
Historické Nizozemí po roce 1815
1, 2 a 3 Spojené království Nizozemské (do roku 1830)
1 a 2 Nizozemské království (po roce 1830)
2 Vévodství Limburské (mezi 1839–1867, člen Německé konfederace)
3 a 4 Belgie (po roce 1830)
4 a 5 Velkovévodství Lucemburské (do roku 1830)
4 Lucemburk (belgická provincie) (k Belgii v roce 1839)
5 Velkovévodství Lucemburské (tzv. německé Lucemburko; po roce 1839)
Azurově jsou hranice Německé konfederace.

Na Vídeňském kongresu v roce 1815 bylo vyhlášeno Spojené království nizozemské, ke kterému patřila do roku 1830 také Belgie (resp. do 1839, kdy Nizozemí její nezávislost definitivně uznalo) a Lucembursko. Po odtržení Belgie vzniklo současné Nizozemské království spojené až do roku 1890 personální unií s Lucemburskem. Oficiální název státu byl sice Nizozemské království, ale pro odlišení od současného státu a rozsahu po téměř celém Nizozemí je neoficiálně nazýváno jako království spojeného Nizozemí nebo Spojené království nizozemské. Moc krále byla podstatně větší než v dnešním Nizozemsku, silnou pozici začal panovník ztrácet po roce 1848, respektive 1849.
Na vídeňském kongresu probíhala důležitá jednání jakou podobu má obnovené spojené Nizozemí mít. Po odmítnutí nejrůznější variant i varianty krále Viléma I. bylo rozhodnuto přijmout pozměněný králův návrh. Na vídeňském kongresu byly tedy jako součást jednotného Spojeného království Nizozemského uznány tyto bývalá území:
- Spojených nizozemských provincií (Severní Nizozemí)
- Rakouské Nizozemí (Jižní Nizozemí)
- a území biskupského-knížectví Lutych, s malými změnami hranic ve prospěch Pruska

Ke království Nizozemskému (oficiální název) bylo personální unií připojeno Lucembursko, která bylo na Vídeňském kongresu povýšeno na velkovévodství a stalo se jako nezávislý stát členem Německého spolku, také díky tomu se i přes snahy krále Viléma I. nestalo v budoucnu součástí Nizozemského království.

### Belgická revoluce

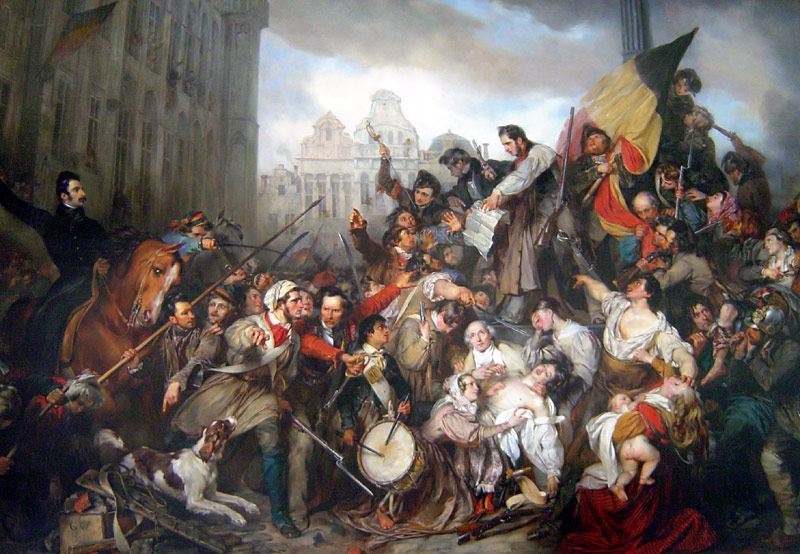
Scéna z belgické revoluce roku 1830, Gustav Wappers (1834), Musées royaux des Beaux-Arts de Belgique, Brusel

V roce 1830 se Belgičané pod vlivem revoluce ve Francii v roce 1830 vzbouřily čímž začala tzv. Belgická revoluce. Hlavní příčinou belgické revoluce byla politická a ekonomická nadvláda Nizozemců nad francouzsky mluvícím obyvatelstvem. Hospodářské aktivity, jako např. obchod a počátky průmyslové revoluce, byly totiž soustředěny na území dnešního Nizozemska, zejména v přístavu Amsterdam. Jádrem sporů byla také skutečnost, že Nizozemci podporovali volný obchod, zatímco Belgičané požadovali ochranu svého trhu zavedením cel. Belgičané si rovněž stěžovali, že je s nimi nakládáno jako s druhořadými občany, ačkoliv jich v království nežilo méně než 3,5 milionu oproti 3 milionům Nizozemců. Většina úředních míst v té době byla svěřena Nizozemcům.
Dalším důvodem sporů byly náboženské a kulturní rozdíly. Belgičané byli převážně katolíci, zatímco Nizozemci byli protestanti. V budoucnosti se však náboženství ukázalo jako hlavní jednotící prvek celé Belgie, stejně jako král. Král Vilém I. ale nechtěl připustit rozdělení země a pokusil se obnovit pořádek silou, avšak královskému vojsku pod vedením králova druhého syna Bedřicha se nepodařilo dobýt Brusel v krvavých bojích v ulicích města, které se odehrály mezi 23. a 26. srpnem.
Den poté byla v Bruselu vyhlášena provizorní vláda a 4. října následovalo prohlášení nezávislosti. V listopadu se v Bruselu sešel Národní kongres a 7. února 1831 byla vyhlášena ústava. Belgie byla prohlášena dědičnou parlamentní monarchií podle salického zákona a královstvím. Belgičtí politikové budovali tzv. "stát na zelené louce".
Prvním belgickým králem byl zvolen sasko-cobursko-gothajský princ Leopold, který nabídku koruny přijal a stal se 21. července téhož roku králem Leopoldem I. Belgie se po celé 19. století stala vzorem pro evropské liberály.
Evropské mocnosti oficiálně uznaly nezávislost Belgie až roku 1839, kdy byla podepsána Londýnská smlouva. Neutralitu Belgie se zaručila střežit Velká Británie, což bylo uplatněno na začátku první světové války. Belgie měla být podle této smlouvy nezávislou a neutrální zemí, zahrnující Západní Flandry, Východní Flandry, Brabant, Antverpy, Henegavsko, Namur a Lutych, jakož i část Lucemburska a provincie Limburk.
Nizozemský král Vilém I. odmítal uznat nezávislost Belgie do roku 1839, kdy musel ustoupit pod tlakem Londýnské smlouvy.
Po svém odtržení od Nizozemska získala Belgie také o něco málo více než polovinu Lucemburského velkovévodství, z Lucemburska pak zbyla jen německá část, francouzsky mluví část se stala (největší) belgickou provincií Lucemburk. Díky uznání územní ztráty ve prospěch Belgie se Lucembursko stalo neutrální a plně nezávislou zemí, díky čemuž byly veškeré dosavadní Nizozemské (či pruské) nároky zrušeny. Personální unie Nizozemska a Lucemburska vydržela až do roku 1890, kdy zemřel král Vilém III. a na trůn nastoupila jeho dcera Vilemína.
Jelikož bylo Lucembursko podstatně zmenšeno a bylo členem Německého spolku a díky tomu ztratilo Prusko přístup k řece Máze, bylo rozhodnuto oddělit nizozemskou část Limburska jako (polo)nezávislého vévodství v personální unii v Nizozemskem, které bude členem Německého spolku. Tato situace byla upravena Londýnskou smlouvou z roku 1867.

### Konec personální unie sLucemburskem
Jelikož neměl nizozemský král a lucemburský velkovévoda Vilém III. syny, nastoupila po jeho smrti v roce 1890 v Nizozemsku jako královna jeho jediná dcera Vilemína, která v té době měla 10 let a tak za ní do plnoletosti vládla jejím matka. Lucemburská ústava a rodinný pakt Nassavské dynastie však nepřipouštěla vládu ženám, pokud žili další mužští členové rodu schopní vlády a to podle polo-salického práva. A tak se v roce 1890, v rámci ústavy, dynastické dohody a také přičiněním vládnoucích kruhů (s vidinou obohacení), stal lucemburským vévodou Adolf bývalý nasavský vévoda a synovec krále Viléma III. Skončila tak personální unie Nizozemska a Lucemburska. Velkovévoda Adolf vládl Lucembursku až do své smrti roku 1905.

## Současné Nizozemsko

### 20. století

Německá invaze do Nizozemska v roce 1940

Během první světové války si Nizozemsko na rozdíl od jižně ležící Belgie uchovalo nezávislost a neutralitu. V roce 1918 po skončení války se do něj jako neutrálního státu uchýlil bývalý německý císař (a pruský král) Vilém II., kde žil až do své smrti v roce 1941 ve městě Doorn. Nizozemská vláda přes nátlak Dohodových mocností Viléma II. jako válečného zločince nevydala.
Za druhé světové války však zemi v průběhu Bitvy o Nizozemsko obsadila německá armáda. Královna s rodinou a vládou uprchla do Anglie. Z exilu v Londýně pak na dálku řídila boj s německými okupanty. V roce 1945 se do Nizozemska triumfálně vrátila.
V roce 1944 se ve městě Arnhem a jeho okolí odehrála část spojenecké operace Market Garden (největší výsadková operace v dějinách) a bitva britských výsadkářů s německými obránci o Arnhemský most (která byla i zfilmována). V rámci operace Market Garden byly také vysazeny u Eindhovenu americká 101. výsadková divize (Screaming Eagles) a poblíž Nijmegenu americká 82. výsadkové divize. Jelikož spojenecké pozemní síly během zmíněné operace postupovaly pomalu, nedokázaly k mostům dorazit podle plánu a klíčový nejsevernější most v Arnhemu se udržet nepodařilo.
Po válce také Nizozemsko přišlo o většinu kolonií (jediným pozůstatkem jsou zámořská území v Karibiku Aruba, Bonaire, Curaçao, Saba, Svatý Eustach, Svatý Martin). V roce 1948 abdikovala královna Vilemína a na trůn nastoupila její jediná dcera Juliána, která vládla až do roku 1980, kdy abdikovala ve prospěch dcery Beatrix. Ta v roce 2013 předala vládu svému synu Vilému Alexandru.
Nizozemci měli královnu Julianu nesmírně rádi, jejím trůnem však v roce 1956 otřásl případ negramotné léčitelky Greet Hofmans, ve kterou Juliana vkládala naději na vyléčení své nejmladší dcery z hrozící slepoty. Hofmansová postupně získala na královnu velký vliv (někdy bývá dokonce přirovnávána k Rasputinovi a jeho vlivu na carevnu Alexandru) a začala se dokonce pokoušet ovlivňovat politické dění ve státě, což vyvolalo velké pobouření a odpor. Juliana uvažovala o abdikaci, nakonec však zůstala na trůně, Hofmansová ovšem musela odejít.

### Ztráta kolonií
Po druhé světové válce se začaly osamostatňovat nizozemské kolonie, včetně nejvýznamnější kolonie, kterou byla Nizozemská východní Indie. Nizozemská východní Indie se osamostatnila v roce 1949 jako Indonésie, Západní Nová Guinea byla v roce 1962 násilně připojena k Indonésii, Nizozemská Guyana v 1975 jako Surinam.
Jediným pozůstatkem bývalé koloniální říše je 6 ostrovů v Karibiku – Nizozemské Antily.

### Současnost

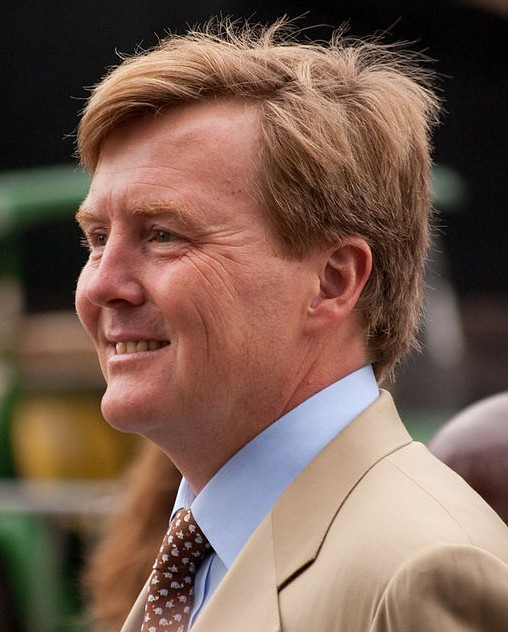
Král Vilém-Alexandr

Nizozemsko je konstituční dědičná monarchie a státoprávně parlamentní demokracie. Mezi roky 1980 a 2013 vládla královna Beatrix, od 30. dubna 2013 její syn Vilém-Alexandr. Následníkem trůnu je jeho nejstarší dcera Catharina-Amalia. Král sdílí výkonnou moc s Radou ministrů, ale praktický vliv krále na exekutivu velmi omezený. Předsedou Rady ministrů je Minister-president (premiér).
V současnosti žije skoro polovina obyvatel v konurbaci Randstad, kterou tvoří čtyři velké aglomerace – Amsterdam, Den Haag, Rotterdam a Utrecht.
Nizozemsko je v poslední době také známé svým velmi liberálním postojem vůči psychoaktivním drogám, prostituci, eutanazii a homosexualitě.
Nizozemsko ale dbá i na životní prostředí. Od roku 2009 jsou zavedeny dvě tzv. "čisté oblasti" v Utrechtu a Eindhovenu. Do těchto oblastí mohou jezdit jenom kamiony, které mají zabudované filtrování sazí ve výfukovém potrubí. Navazuje tím na tradici od roku 1875, kdy byly uzákoněny základní principy ochrany životního prostředí (novelizovány teprve v roce 1993 a stanovena povinná oprávnění omezující možnosti znečištění).